# Deuterosminthurus repandus
Deuterosminthurus repandus is een springstaartensoort uit de familie van de Bourletiellidae. De wetenschappelijke naam van de soort is voor het eerst geldig gepubliceerd in 1903 door Agren.